# Dmitri Jarin
Dmitri Víktorovich Jarin (en ruso: Дмитрий Викторович Харин) (Moscú, Unión Soviética, 16 de agosto de 1968) es un exfutbolista ruso, se desempeñaba como guardameta y jugó con la selección de fútbol de la Unión Soviética y la selección de fútbol de Rusia.
Actualmente es el entrenador de porteros del Luton Town FC.

## Clubes
| Club             | País            | Años        |
| ---------------- | --------------- | ----------- |
| FC Torpedo Moscú | Unión Soviética | 1982 - 1987 |
| FC Dinamo Moscú  | Unión Soviética | 1987 - 1991 |
| PFC CSKA Moscú   | Rusia           | 1991 - 1992 |
| Chelsea FC       | Inglaterra      | 1992 - 1999 |
| Celtic FC        | Escocia         | 1999 - 2002 |
| Hornchurch FC    | Inglaterra      | 2002 - 2004 |

- Datos: Q552710
- Multimedia: Dmitri Kharine / Q552710